# Frans Pirrhijn
Frans Pirrhijn (Vilvoorde, 4 februari 1926) is een Belgische kunstenaar.
Hij begon als figuratief expressionistisch beeldhouwer in hout, tekenaar en schilder van portretten en thema's uit het dagelijkse leven. Zijn talrijke natuurtekeningen zijn gekenmerkt door de speelsheid en zuiverheid van de lijn. Na de Tweede Wereldoorlog werkte hij als ontwerper en tekenaar in de toenmalige bloeiende broderie- en kantindustrie in Vilvoorde. Nadien doceerde hij grafische technieken, waaronder foto-en reprografie aan het Sint-Lukasinstituut en de Imeldaschool te Brussel. Hij nam ook deel aan verschillende groepstentoonstellingen in binnen- en buitenland. Had individuele tentoonstellingen, onder andere in Vilvoorde, Brussel, Wemmel, Jette en Zemst.
Hij experimenteerde in de periode 1947 tot 1958 vooral op het vlak van de grafiek en het kunstenambacht. Met zijn glasramen wist hij een plaats te veroveren op de wereldexpo 1958 in Brussel. Hij kreeg tevens vermeldingen in The Belgian Artists dictionary alsook in de gids Piron De Belgische beeldende kunstenaars.